# Eumenes crucifera
Eumenes crucifera (лат.) — вид одиночных ос из семейства Vespidae. Выделяют четыре подвида.

## Распространение
Встречаются в Северной Америке: Канада и США

## Описание
Длина переднего крыла самок 9,5—10,5 мм, а у самцов — 7,5—9,5 мм. Окраска тела в основном чёрная с жёлтыми отметинами. Средние бёдра у вершин красноватые, иногда также с желтоватым пятном. Биология малоисследована. Предположительно, как и другие близкие виды, строит грязевые гнезда, прикрепленные к растительности.